# Ajatche
Ajatche war die Hauptstadt des Königreiches Aja der Adja in der heutigen Republik Benin.
Ajatche wurde vermutlich im 16. Jahrhundert von Te-Agdanlin, einem Nachfahren der Königsdynastie von Ardra, gegründet. Die Stadt wurde später von den Portugiesen, die dort im siebzehnten Jahrhundert einen Handelsposten einrichteten, um afrikanische Sklaven nach Amerika zu verschiffen, Porto-Novo genannt.
Als am 23. Februar 1863 die Stadt bzw. ganz Aja französisches Protektorat wurde, ist der Name Ajatche endgültig Vergangenheit.